# Johan Zorro

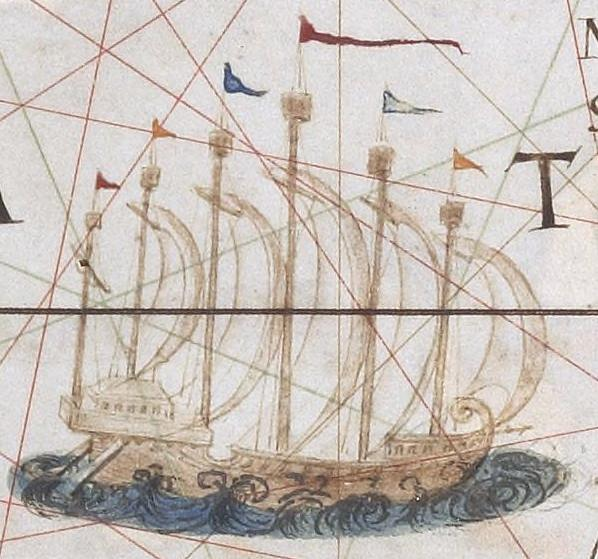
Imagen de un barco de 6 mástiles sin insignias portuguesas ni islámicas que, según Alfredo Pinheiro Marques, podría ser una representación de un junco chino.

Johan Zorro o João Zorro fue un trovador portugués o gallego de finales del siglo xiii. Se ha sugerido que convivió con Pero Meogo y Johan Soarez Coelho en la corte de Alfonso III de Portugal, aunque también se lo relaciona con Dionisio I, hijo del anterior.
Se conservan once cantigas de amigo de su autoría, de las cuales cinco tratan sobre los barcos botados en Lisboa. Algunas de sus composiciones se alejan del estilo trovadoresco de su círculo cercano por uno más tradicional y usan recursos como el paralelismo o el leixaprén. Una de sus poesías fue imitada por el trovador gallego Airas Nunes, súbdito de Sancho IV de Castilla.